# کورت گشایدله
کورت گشایدله (انگلیسی: Kurt Gscheidle؛ زاده ۱۶ دسامبر ۱۹۲۴ – درگذشته ۲۲ فوریهٔ ۲۰۰۳) یک سیاست‌مدار اهل آلمان بود.